# Yahbalaha IV.
Yahbalaha IV. Shimun († 1579 in Siirt) war ein Patriarch der Chaldäisch-Katholischen Kirche.
Nach dem Ableben des Patriarchen Abdisho IV. Maron verwaltete Yahbalaha, Bischof von Gazarta, ab 1567 das katholisch-chaldäische Patriarchat. 1577 erfolgte seine kanonische Wahl. Während seines kurzen Patriarchats schlossen sich drei weitere Bischöfe der Union mit Rom an, darunter Mar Schimun IX. Dencha, von Siirt und Salamas, Bischof des Stammes Jelu, der 1579 zu Yahbalahas Nachfolger gewählt wurde.
| Personendaten    | Personendaten                                |
| ---------------- | -------------------------------------------- |
| NAME             | Yahbalaha IV.                                |
| ALTERNATIVNAMEN  | Yahbalaha IV. Shimun                         |
| KURZBESCHREIBUNG | Patriarch der Katholisch-chaldäischen Kirche |
| GEBURTSDATUM     | 15. Jahrhundert oder 16. Jahrhundert         |
| STERBEDATUM      | 1579                                         |
| STERBEORT        | Siirt                                        |